# Der Todesritt der glorreichen 7
Der Todesritt der glorreichen 7 (Originaltitel: The Magnificent Seven Ride!) ist die dritte und letzte, 1972 gedrehte Fortsetzung des Erfolgswesterns Die glorreichen Sieben aus dem Jahr 1960. Die deutschsprachige Erstaufführung erfolgte am 17. November 1972.

## Handlung
Der US-Marshal Chris Adams, frisch vermählt und gerade von dem Journalisten Noah Forbes längere Zeit über sein Leben befragt, lehnt eine Anfrage seines alten Freundes Jim Mackay ab, einem mexikanischen Dorf gegen eine Banditenhorde beizustehen. Als Adams' Frau Arrila entführt und er selbst verwundet wird, macht er sich in Begleitung von Forbes auf die Verfolgung der Täter, deren Anführer er kurz zuvor vor dem Gefängnis bewahrte. Dieser, Shelley, schließt sich nach der Ermordung Arrilas den Banditen um Juan de Toro an, die besagtes Dorf knechten. Aus dem State Prison holt sich Adams fünf Häftlinge und alte Bekannte, mit Hilfe derer er de Toro und seine Bande bezwingen kann. Allerdings sterben vier der von Adams ins Gefängnis gebrachten und wieder Herausgeholten. Adams bleibt im bedrängten Ort leben und heiratet eine der bedrängten Witwen, Laurie Gunn.

## Synchronisation
Die deutsche Fassung entstand 1972 in München.
| Darsteller              | Rolle                  | Synchronsprecher    |
| ----------------------- | ---------------------- | ------------------- |
| Lee Van Cleef           | US Marshal Chris Adams | Heinz Petruo        |
| Stefanie Powers         | Laurie Gunn            | Helga Trümper       |
| Michael Callan          | Noah Forbes            | Manfred Schott      |
| Mariette Hartley        | Arrila                 | Rose-Marie Kirstein |
| Luke Askew              | Mark Skinner           | Tommi Piper         |
| Pedro Armendáriz junior | Pepe Carral            | Thomas Braut        |
| Ralph Waite             | Jim Mackay             | Klaus Kindler       |
| Melissa Murphy          | Madge Buchanan         | n.n.                |
| William Lucking         | Walt Drummond          | Hartmut Neugebauer  |
| James Sikking           | Andy Hayes             | n.n.                |
| Ed Lauter               | Scott Elliot           | n.n.                |
| Allyn Ann McLerie       | Mrs. Donovan           | Alice Franz         |
| Gary Busey              | Hank Allen             | n.n.                |
| Robert Jaffe            | Bob Allen              | Elmar Wepper        |
| Darrell Larson          | Shelley                | Jürgen Clausen      |
| Ron Stein               | Juan de Toro           | n.n.                |

## Kritik
Das Western-Lexikon von Joe Hembus bewertete den Film nicht schlecht und konstatierte, er sei amüsanter als die erste und spannender als die zweite Fortsetzung des Originalfilmes: „Yul Brynners spezielle Form von Erhabenheit geht seinem Nachfolger Lee Van Cleef völlig ab, was dem Film guttut“. Weniger gut sah ihn der Kritiker des Lexikon des Internationalen Films: „Inszenatorisch passabler, aber psychologisch unglaubwürdiger Western, der einmal mehr das Motiv der glorreichen Sieben aufwärmt.“
Roger Greenspun schrieb in der The New York Times, der Film wäre gut geworden, hätte man ihn „mit einem Gespür und sicherer Hand für rituelle Handlungsmuster inszeniert, was er auch verdient hätte“. So allerdings sei er „nachlässig in Details und in Handlung, Thema und Charakterzeichnung nur trivial.“